# 84945 Solosky
84945 Solosky este un asteroid din centura principală de asteroizi.

## Descriere
84945 Solosky este un asteroid din centura principală de asteroizi. A fost descoperit pe 27 noiembrie 2003 în cadrul proiectului CSS. Asteroidul prezintă o orbită caracterizată de o semiaxă mare de 2,60 ua, o excentricitate de 0,13 și o înclinație de 10,0° în raport cu ecliptica.